# Tugtupit
Tugtupit (Sörensen, 1962), chemický vzorec Na4AlBeSi4O12Cl, je vzácný tektosilikát ze skupiny feldspathoidů. Grónský název tuttupit znamená sobí krev, proto se tugtupit také někdy nazývá „sobí kámen“. Pokud je vystaven slunečnímu světlu nebo teplu lidských rukou, změní barvu ze světle červené na temně rudou.
Eskymácká legenda říká, že milenci mohou svou láskou způsobit, že kámen bude zářit rudě jako oheň a síla jeho záře bude stejná, jako síla jejich lásky. Tento jev je způsoben tenebrescencí tuttupitu. Byl pojmenován podle naleziště Tuttup Attaakorfia v Grónsku.

## Vznik
Vzniká ve vysoce alkalických plutonických magmatických horninách jako jsou syenity a jejich pegmatity. Často je nalézán dohromady se sodalitem. Někdy jako sekundární produkt alterace čkalovitu.

## Morfologie
Vytváří krystaly ve čtverečné soustavě, častěji však celistvý.

## Vlastnosti
- Fyzikální vlastnosti: Tvrdost 4, hustota 2,33 g/cm3, štěpnost dobrá dle {101}, zřetelná podle {110}, lom lasturnatý, není radioaktivní.
- Optické vlastnosti: Barva bílá, růžová až červená, slabě modrá a zelená, převažuje červená. Pod UV světlem purpurově fluoreskuje. Tugtupit je tenebrescent.
- Chemické vlastnosti: Obsah jednotlivých prvků – O 41,05%, Si 24,02%, Na 19,66%, Cl 7,58%, Al 5,77%, Be 1,93%.

## Výskyt
- Arktida, objeven byl v Tuttup Attaakorfia v komplexu Ilimaussaq v Grónsku.
- Další naleziště jsou hora Mont-Saint-Hilaire v Kanadě a Lovozerský masív na poloostrově Kola v Rusku.

## Využití
Grónská bohatě zabarvená odrůda tugtupitu je ceněna jako drahokam, brousí se a používá se do luxusních a drahých šperků. Jedná se také o vzácný minerál, který je mezi sběrateli velmi žádaný.